# Jean-Pierre Simonet
Pour les articles homonymes, voir Simonet.
Jean-Pierre Simonet est un homme politique français né le 25 septembre 1867 à Berzé-la-Ville (Saône-et-Loire) et décédé le 1er mai 1935 à Berzé-la-Ville.

## Biographie
Viticulteur, il est maire de Berzé-la-Ville et conseiller général. Il est député de Saône-et-Loire de 1910 à 1914, inscrit au groupe Radical-socialiste.

## Sources
- « Jean-Pierre Simonet », dans le Dictionnaire des parlementaires français (1889-1940), sous la direction de Jean Jolly, PUF, 1960 [détail de l’édition]